# Little Girl Lost: The Delimar Vera Story
Little Girl Lost: The Delimar Vera Story (Brasil: Procura Obsessiva / Portugal: Pequena Menina Perdida: A História de Delimar Vera) é um filme de 2008 dirigido por Paul A. Kaufman, baseado em uma história real.

## Enredo
A história retrata a luta de Luz Cuevas (Judy Reyes) para encontrar sua filha, Vera Delimar Cuevas, que desapareceu em 1997 após a sua casa pegar fogo durante uma festa. A Policia relatou que Delimar foi incinerada no incêndio. No entanto, Cuevas suspeita que ela foi sequestrada, e que o fogo foi encenado por um intruso. Seis anos após o incêndio, Cuevas vai a uma festa na casa de Valerie Valleja (Ana Ortiz), que estava na festa de sua casa no dia do incêndio. Valerie tem uma menina de seis anos. A menina tem uma semelhança com as outras crianças de Cuevas, e Cuevas desconfia que a menina é Delimar. Cuevas e seu marido Pedro Vera (Hector Luis Bustamante) iniciam uma investigação em Valerie Valleja, e descobrem que a menina é, na verdade Delimar, através de um teste de DNA.

## Eventos reais
Como retratado no filme, a filha de Luz Cuevas e Pedro Vera , Delimar Vera, foi tirada por Carolyn Correa (retratada no filme com o nome de Valerie Valleja), uma amiga distante do primo de Pedro, em 1997, que também havia deliberadamente incendiado a casa de Cuevas para encobrir o incidente. Após uma série de testes de DNA, que resultou em uma confirmação de paternidade de Cuevas a Delimar, Correa foi presa em 2004 e levada a julgamento, tendo sido colocados 1 milhões dólares de fiança. Ela foi acusada e considerada culpada de sequestro, provocar incêndio e tentativa de homicídio, e foi condenada a 14 anos de prisão em 2005. Correa será elegível para liberdade condicional em 2014.

## Elenco
- Judy Reyes .... Luz Cuevas
- Ana Ortiz .... Valerie Valleja
- Hector Luis Bustamante .... Pedro Vera
- Marlene Forte .... Tatita
- A Martinez .... Angel Cruz
- Jillian Bruno .... Delimar Vera / Aaliyah